# Haori-himo

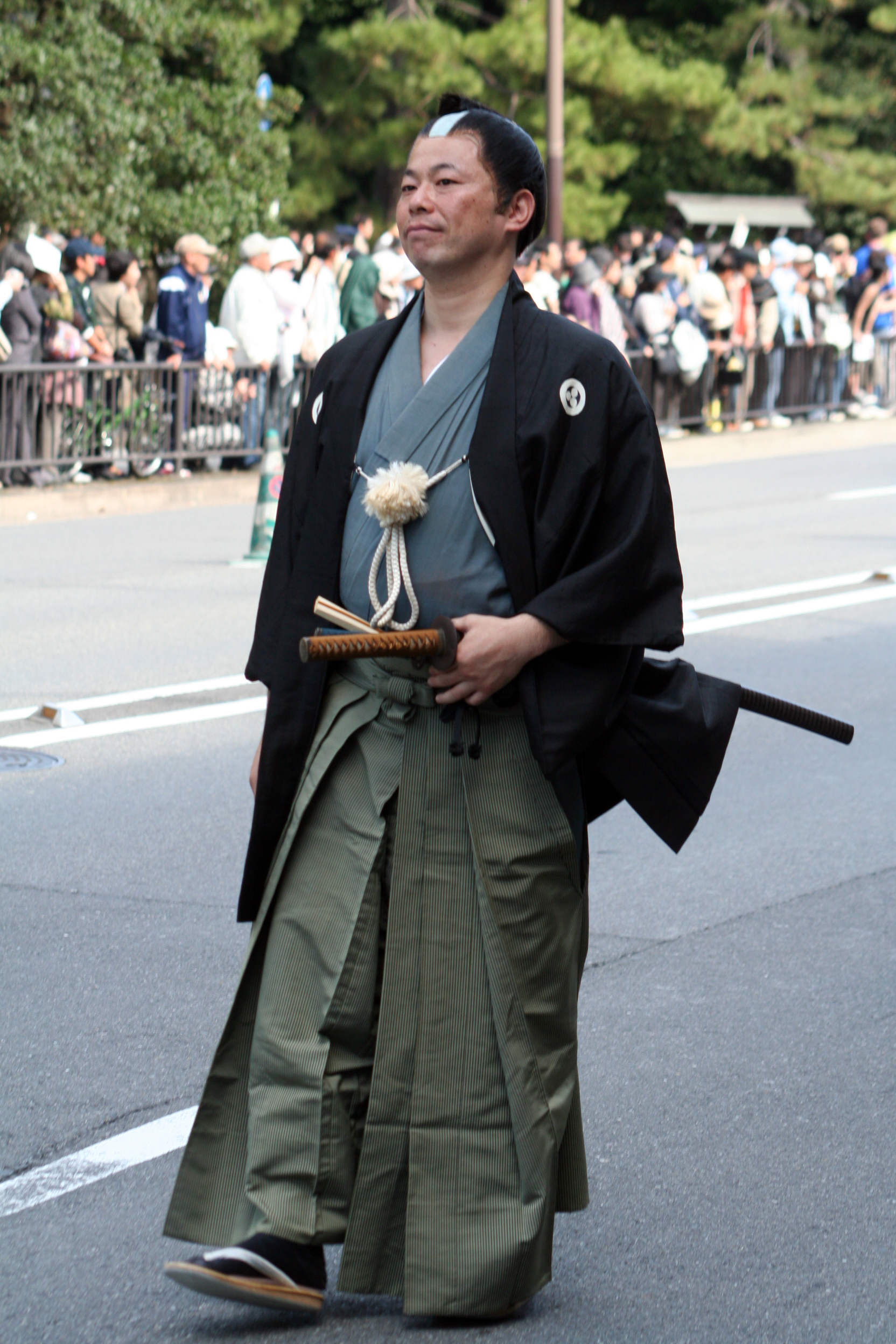
Teilnehmer des Jidai Matsuri in einem Haori mit weißem Haori-himo, 2009

Haori-himo (jap. 羽織紐, dt. ‚Band der formellen Weste‘, 紐 = Schnur, Seil, Band, Streifen) ist eine gefranste, gewebte Befestigungsschnur für das Haori. Die förmlichste Farbe ist weiß.

## Ausführungen
Das Himo gibt es in einer Ausführung mit kleinen Haken oder mit Schlaufen, mit denen es am Haori befestigt wird.
Das Himo mit den Schlaufen wird an den Schlaufen des Haori befestigt und anschließend gebunden.
Die Version mit den Haken wird zuerst gebunden und dann am Haori eingehängt. Der Vorteil dabei ist, dass man den Knoten nicht immer öffnen und wieder binden muss.
Für beide Ausführungen gibt es jeweils verschiedene Knoten. Die Knoten der Himo mit den Schlaufen sind eher einfacher und daher auch schneller zu binden. Bei der Ausführung mit den Haken sind die Knoten etwas komplexer, da man diese Himo zur Befestigung am Haori nur einhängen muss.